# Frei Gilson
Gilson da Silva Pupo Azevedo CMES (São Paulo, 17 de dezembro de 1986), conhecido como Frei Gilson, é um sacerdote católico e cantor brasileiro. Frade carmelita, é conhecido por liderar o ministério Som do Monte, que busca levar mensagens religiosas através da música. Ganhou projeção pelo trabalho exercido nas redes sociais, tornando-se um dos religiosos mais populares do Brasil. Seu maior sucesso musical é a canção Eu Te Levantarei.

## Biografia
Gilson teve seu primeiro contato com a música aos 14 anos, quando começou a tocar violão. Aos 18, entrou na vida religiosa ao ingressar na Congregação Carmelitas Mensageiros do Espírito Santo. Foi ordenado sacerdote no dia 7 de dezembro de 2013.
Em 2014, Gilson assumiu a função de pároco na Paróquia Nossa Senhora do Carmo, da Diocese de Santo Amaro. Esteve nessa função por nove anos.
Gilson ficou conhecido pelo trabalho feito nas redes sociais. Em abril de 2022, atingiu 3 milhões de seguidores no YouTube. Seu canal se tornou um dos dez mais acessados entre religiosos no Brasil. No mesmo ano, contava com a mesma quantidade de seguidores no Instagram. Também acumulou sucessos que são ouvidos nas plataformas de streaming, como Eu Te Levantarei, Eu Seguirei e Tu És o Centro.
Nas redes sociais, Frei Gilson ficou conhecido por abrir transmissões na madrugada com a oração do rosário. Em uma das exibições, realizada no dia 25 de março de 2022, esteve ao lado do bispo Dom José Ruy Gonçalves Lopes, da Diocese de Caruaru, para consagrar Rússia e Ucrânia ao Imaculado Coração de Maria.
Sobre as transmissões na madrugada, Gilson diz que a ideia veio como uma espécie de sacrifício pessoal durante a Quaresma. Depois, veio a ideia de se fazer transmissões ao vivo, que tiveram grande aceitação. As primeiras transmissões tiveram cerca de 20 mil pessoas simultaneamente. Depois, passaram para as centenas de milhares.
Frei Gilson também costuma fazer apresentações em cidades pelo Brasil. Em 2019, reuniu mais de oito mil pessoas na praça da catedral no município paulista de São Carlos. Fez uma apresentação para mais de dez mil pessoas em Vicentina, no Mato Grosso do Sul, em 2023. No mesmo ano, foi uma das atrações do São João de Caruaru.
Em 2024, reuniu cerca de 700 mil pessoas simultaneamente durante a Quaresma de São Miguel, com transmissões iniciadas às quatro da manhã. O encerramento do evento foi na sede da Canção Nova, em Cachoeira Paulista, com a presença de 50 mil pessoas no local. Já em 2025, ultrapassou a marca de um milhão de pessoas durante transmissão do rosário na Quaresma.

## Discografia[14]
- 2015 - Salvos Pela Cruz
- 2016 - Santo Sacrifício
- 2017 - Redenção
- 2018 - Acoustic Som do Monte
- 2018 - Eu Vou Crer em Ti
- 2019 - Revival Night
- 2020 - A Hora Milagrosa
- 2021 - Não Há Mais Vendaval
- 2023 - Frei Gilson In Concert